# Latinská škola (Moravská Třebová)
Latinská škola v Moravské Třebové je renesanční stavba na náměstí poblíž kostela Nanebevzetí Panny Marie. V současnosti (2015) se část budovy využívá jako prostory kulturního centra. 
Nachází se na Kostelním náměstí 25. Její stěny jsou popsány citáty z antických děl, které sloužily při výuce.
Jsou to:
- na jižní straně Turpia fuge, ne tolles aliena (Straň se hanby, nepokradeš)
- na severní straně Deum cole, ne jurato (Boha uctívej, nepřísahej)
- na západní stěně Mendacium oderis, te ipsum ne negligas, festina lente, 1566 (Nenáviď lež, nepodceňuj se, pospíchej pomalu, 1566
- na východní straně Iracundiae moderare, pacem dilige, violentiam odere (Mírni hněv, miluj mír, nenáviď násilí). Parentes ama, preaceptores reverere, magistratus metue (Miluj rodiče, cti učitele, uznávej vrchnost) a Paulus Eckelius, pietatem sectare, veritati adhaereto (Pavel Eckelius, oddej se zbožnosti, nabádej k pravdě).[2]

Doba jejího vzniku není přesně známa, její existence je však doložena v letech 1477–1482. V roce 1541 shořela při velkém požáru města. Obnovil ji poté až Ladislav z Boskovic.
Školu původně spravovali evangeličtí faráři, kteří studovali ve Wittenbergu.
"Latinská škola" v raném novověku zhruba odpovídá současné střední škole. Žáci se zde učili latině a triviu, případně i matematice a dalším vědám.